# Avgust Jenko
Avgust Jenko (Ljubljana, 8. oktobar 1894 - Cer, Srbija, 17. avgust 1914) je bio slovenački publicista.

## Biografija
Avgust Jenko rodio se 8. aprila 1894. godine u Ljubljani, gde je završio osnovnu i upisao se u srednju školu. Kao 18-godišnji učenik, januara 1912. godine, učestvovao je u stvaranju srednjoškolske tajne organizacije „Preporod“, prvog revolucionarnog jugoslovenskog pokreta za društveno-politički i kulturni preporod Slovenaca.
Ideje „Preporoda“ delovale su elementarnom snagom, budile i konačno probudile među Slovencima jugoslovensku orijentaciju. Te ideje, „prvobitno manje radikalne, uvećavale su se do konačno jasne i beskompromisne formule: političko ujedinjenje svih Jugoslovena kao jednog naroda u samostalnoj Jugoslovenskoj državi!“
Članovi „Preporoda“ su osnovali svoj list „Preporod“, najviše članaka, i to onih najuticajnijih, programskih, napisao je Avgust Jenko pod pseudonimom Nare Sanov. Govorio je s takvim žarom, s takvom verom u Jugoslaviju, tako da je list bio često cenzurisan od strane austrijske vlasti.
Iz članka pod pseudonimom Nare Sanov objavljenog u „Preporodu“ 1913. godine:
„...Dokle god ne budemo shvatili da je sloboda tim vrednija što je više krvi bilo proliveno za nju i da bez velike i dobrovoljne žrtve uopšte nema slobode, dotle nećemo težiti njoj. Moramo se preporoditi do dna, naša srca i naše duše mora prožeti divlji otpor koji će nas voditi u osvetničku borbu i iz te borbe će iznići istinska sloboda, koja će biti nas vredna i koje ćemo biti mi vredni.“
Kada su, u jesen 1912. godine, došli u Beč na studije neki članovi „prve ljubljanske organizacije jugoslovenskih srednjoškolaca“ odmah su kao akademci-početnici stupili u udruženje „Slovenija“ među novim članovima bili su i Avgust Jenko i Vladisav Fabjančič. Jenko se u Beču angažovao da objedini, u jugoslovenskom duhu, studente svih struja, svih stranaka, svih ubeđenja; nastupao je sa geslom: napustiti međusobnu borbu i ujediniti se pod zastavom nove jugoslovenske ideje, koja je značila „udruživanje rascepeljenih snaga čitavog naroda za rešenje slovenačkog roda pred poplavom germanstva, za oslobodilačku borbu s izrazito socijalnom notom“. Rezultat tih nastojanja bio je „Udruženi klub slovenačkih akademaca“ koga je Jenko kasnije, u Pragu, pretvorio u jedinstven klub odlučnim i jasnim imenom „Jugoslavija“. Nakon zabrane lista „Preporod“, Jenko je osnovao novi list „Glas Juga“ koji je izašao u samo dva broja.
Po izbijanju Prvog svetskog rata Avgust Jenko, zajedno sa Vladisavom Fabjančičem, napustio je Beč, i pošli su prema Beogradu, svako svojim putem: Fabjančič je preko Budimpešte stigao u Beograd šestog dana, dok je Jenko išavši preko Zagreba, stigao tek nakon deset dana, granicu je prešao kod Zemuna. Jedno vreme su stanovali u Beogradu da bi kasnije otišli na jug Srbije. U Nišu su stupili u srpsku vojsku kao dobrovoljci, iako Jenko pre toga nije imao vojničkog iskustva.
Avgust Jenko poginuo je sedamnaestog avgusta 1914. godine, na planini Cer, kod sela Tekeriš, kao redovan vojnik kombinovane divizije, drugog prekobrojnog puka, drugog bataljona četvrte čete.

## Literatura
- Slobodan Ristanović: „Cerska bitka“